# Citripo flandersi
Citripo flandersi är en insektsart som beskrevs av Evans 1934. Citripo flandersi ingår i släktet Citripo och familjen dvärgstritar. Inga underarter finns listade i Catalogue of Life.